# 歴史地理学
歴史地理学（れきしちりがく、英語: historical geography）は、過去の環境・景観・地域・空間などを研究対象とする、地理学の一分野である。

## 概説
歴史地理学は、過去の景観を復原し、その空間パターンを分析したり、過去の産業や交通のあり方を考察するなど、地理学と歴史研究の双方の方法論を用いる学問である。その研究領域は文献史学や考古学などとも重なるが、それらが過去の社会や文化の解明を目指すのに対し、歴史地理学は歴史的事象の分析を通じて、過去における空間構造や人間社会と環境との相互関係を明らかにすることを目標とする。こうした研究は、かつては歴史学の一分野とも捉えられていたが、20世紀になってドイツやフランスなどで歴史的景観の変遷が地理学において盛んとなり、地理学の下位分野としての歴史地理学が成立した。
伝統的には過去の景観復原を行う研究が主流であったが、1970年代以降には地理学において人間の空間認知や表象への関心が高まったことを受け、歴史地理学にも人間の内的世界を扱う研究が現れた。この立場からは、絵図や地誌、文学作品などから当時の人々の地理的認識を明らかにする研究が行われている。また、現在における過去の認識や、歴史的町並み、文化的景観など、現代を扱う研究も増加している。

## 研究領域

### 時代による分類
先史、古代、中世、近世、近代、現代
歴史地理学においては、一般的に広く用いられる歴史学的な時代区分を踏襲することが多い。かつては中世以前の研究が多かったが、徐々に新しい時代の研究が多くなる傾向にある。人文地理学会による雑誌『人文地理』には、1年ごとに前年の研究動向を概観する「学界展望」が設けられており、2009年以降、歴史地理学の動向は「先史・古代」・「中・近世」・「近・現代」の3区分から解説されていた。しかし、中世以前の研究が減少してきたことを受け、2016年の学界展望からは「近世以前」と「近・現代」の2区分に再編成された。

### 次元による分類
イギリスの地理学者プリンス（H.Prince）は、歴史地理学の研究領域を3つに分類した。

#### Real world（現実世界・実在的世界）
現実の地表空間を扱う。多くの歴史地理学的研究はここに該当する。史料批判を経た史資料を用いて景観を復原し、過去における客観的な地理像を描くことを目的とする。その手法においては様々な理論が提唱されている。城下町・門前町の景観史や山野河海の環境史、農林漁業・商工業の社会経済史、街道や鉄道などの交通史、海外移民の社会史など、さまざまな領域において研究が蓄積されている。

#### Imagined world（認識された世界・主体的世界）
人々の認識上の地表空間を扱う。1970年代以降の人文主義地理学の興隆によって発展した領域である。「生きられた空間」という考え方に基づき、人々が空間・場所に対して抱いていた認識を研究する。地理的イメージの分析に際しては、絵図をはじめとして、文学作品、紀行文、地誌など多様な資料が用いられる。

#### Abstruct world（抽象化された世界・抽象的世界）
抽象化された地表空間を扱う。計量革命の影響を受けて発展した分野であり、地理空間理論が過去の地表空間にも当てはまるか検証することが目的とされ、抽象化、理論化、法則定立を志向する。具体的な研究としては、弥生時代の集落に対してティーセン理論を適用したもの、空間的相互作用モデルによって御蔭参りの空間的拡散を検証したものなどがある。2000年代以降には、過去の情報を地理情報システム（GIS）によって可視化・分析する「歴史GIS」の開発も進められている。

## 研究対象
日本の歴史地理学で扱われる主な研究対象を挙げた。全ての対象を網羅しているわけではなく、区分も便宜的なものである。多くのテーマは、歴史学や考古学、建築史など地理学以外の学問においても研究されている。

### 集落・地割
条里地割、都城、国府、荘園、環濠集落、港町、門前町、寺内町、城下町、陣屋町、農村、漁村、山村、新田集落、在郷町、同業者町、鉱山町、渡津集落など。
歴史地理学の中では、最も早くから研究が蓄積された分野であり、絵図や地籍図を使った景観復原などが行われている。
全国各地に見られる条里地割については、かつて班田収授法に基づいて引かれたものと考えられていたが、研究の進展によってほとんどの条里地割は班田収授開始よりも後の時代に成立したことが分かった。金田章裕は、条里地割と条里呼称の二つを合わせた用語として「条里プラン」を提唱している。また、古代国府の研究は米倉二郎による近江国府の調査に始まり、金田章裕によって、南北中軸型・東西中軸型・外郭官衙型という3類型が見出された。
城下町研究においては、「都市プラン」に着目した矢守一彦によって、戦国期型・総郭型・内町外町型・郭内専士型・開放型・崩壊型という形態分類がなされた。また、門前町については藤本利治が、寺内町については金井年が包括的な研究を行っている。
村落研究では、小川琢治によって散村や条里集落に関する問題提起が行われ、他分野も巻き込んでの論争が繰り広げられた。その後、内田寛一によって近世新田集落の研究が進められた。また、水津一朗は社会生活の最小単位である「基礎地域」を提唱した。村落空間に関する研究は民俗学とも関連が深い。今里悟之は、英語圏における「新しい文化地理学」の視角を取り入れ、村落の空間構造を分析している。

### 文化・社会
民俗、宗教、地名、古墳、墓地、旅、名所、人口移動、地誌、風景画、郷土、移民、植民地など。
地理学の下位領域である文化地理学は歴史学的な研究方法を取ることも多く、歴史地理学と重なる部分が多い。巡礼や信仰の広がりといった事象は宗教地理学においても扱われる。また、歴史人口学の手法は歴史地理学にも援用され、婚姻や奉公による人口移動による地域変容の研究が進められてきた。
地理学において1920年代に勃興した植民地研究は、地政学への傾倒から戦後は忌避された。しかし、1980年代以降には、ポストコロニアリズムの視点に立った植民地ツーリズム研究などが盛んとなった。

### 経済・産業
農業、林業、漁業、工業、商業、流通など。
社会経済史において扱われるような対象を空間的に分析する。みかん栽培、ニシン漁業、薬種問屋、電力事業など、さまざまな対象が扱われる。食文化や地域資源など、横断的なテーマによるシンポジウムが開催されることもある。
日本の歴史地理学においては、戦後に入るまで歴史学や経済学が主流の社会経済史との接点は希薄であった。東京帝国大学経済学部を卒業後、ソルボンヌ大学地理学教室で学んだ飯塚浩二は、長らく理学部系が強かった関東の地理学界において、地理学を歴史学や経済学と結びつける役割を果たした。その後、黒崎千晴は明治期の統計資料を用いて、計量的な歴史地理学研究を行った。また、経済地理学においても歴史的観点からの研究が蓄積されている。

### 古地図
荘園絵図、日本図、世界図、官撰図、村絵図、道中図、官製図、地籍図、外邦図、都市図、鳥瞰図など。
過去の地図・絵図は、過去の景観を復原する際の基礎史料であるとともに、それ自体が歴史地理学の研究対象となっている。1980年代以降には、葛川絵図研究会による成果に代表される、地図から人々の世界認識を読み解こうとする研究が現れた。2000年代以降には近代の地図・絵図に関する研究も進み、戦前に日本陸軍陸地測量部が作成した外邦図に関する研究や、近代ツーリズムの発達に伴って数多く作成された鳥瞰図についての研究などが行われた。

### 環境史
山林、河川、治水、湖沼、資源管理、歴史災害、古気候など。
環境史研究では、人間が環境からどのような影響を受けるか（参照：環境決定論）、あるいは反対に人間が環境をどのように改変するかといった問題が扱われる。地理学と民俗学の双方で業績を残した千葉徳爾は、日本や朝鮮、中国における山地の植生変化を調査し、前近代においては人間活動の結果としてのはげ山が広く見られたことを示した。
過去の自然環境に関する研究は、自然地理学や環境考古学との関わりが深い。古文書・古記録や絵図といった歴史史料の利用だけでなく、花粉分析やプラント・オパール分析などの自然科学的手法による植生の復原や旧耕地面の特定も行われている。

### 交通史
駅路、街道、宿場、水運、鉄道など。
古代交通路研究は考古学との関わりが深く、歴史地理学においては、空中写真の判読や、行政界の境界などから律令時代の直線道路を見つけ出す研究が行われてきた。
近現代の交通史では、鉄道忌避伝説の検証を始めとする実証的歴史研究を行った青木栄一の業績が特筆される。また、三木理史は近代日本における「通い」（通勤・通学）の誕生や、植民地における交通・物流の分析を進め、研究方法の体系化も行っている。

### 地方制度
国郡里制、藩、都道府県、市町村など。
地方制度や行政区域を扱う。古代の政治領域に関する研究や、明治時代の地方制度成立過程に関する研究などがある。

### 記憶・遺産
石碑、史跡、町並み保存、文化的景観など。
共同体の歴史意識やアイデンティティがどのように景観に反映されるか、あるいは社会が景観をどのように評価するかについて論じる。「記憶の場」を論じた歴史学者ピエール・ノラや、「場所の力」を論じた建築学者ドロレス・ハイデンなどの影響を受け、1990年代以降に本格的に扱われるようになった分野である。

## 史資料
歴史地理学で用いられる史資料の一例を以下に示す。
地図・絵図
過去の景観を描いた古地図（絵図）は、歴史地理学がとりわけ関心を持ってきた資料である。古代律令制下で作成された班田図や中世の荘園絵図、近世に幕府が作成した国絵図など、時代ごとに多様な絵図が存在する。また、描かれるスケールも、世界図、日本図、都市図などさまざまである。明治以降に作成された地籍図は土地1筆ごとの形状や地目を示したものとして、景観復原をする上で有用である。そのほか、現代の地形図や空中写真も地割に残る過去の景観を見出す手段としてや、景観復原の際のベースマップとして用いることができる。近世の名所図会や近代に多く描かれた鳥瞰図は、より主観的な場所認識が現れたものとして活用される。
古文書・古記録
歴史地理学では、歴史学で扱われるような古文書・古記録も資料として用いる。検注帳・検地帳・名寄帳といった台帳類や、地誌書、名所案内記、旅行記など直接的に土地・場所について記述されたものに加え、地方書・農書、江戸幕府文書、大名文書、宗旨人別帳、日記類なども用いる。
統計類
近代以降の研究では、統計類も用いられる。主要な統計を列挙すると、統計年鑑、府県統計書、国勢調査、日本地誌提要、共武政表・徴発物件一覧表、地方行政区画便覧、府県物産表、全国農産表、全国工場統計表などがある。
その他
歴史地理学では、主に考古学が扱ってきた考古資料を用いることもある。また、過去の自然環境を扱う分野では、ボーリング資料、花粉、放射性炭素、プラント・オパールなども用いられる。そのほか、対象地に残る建築物や石造物といった景観要素の分析や、聞き取り調査なども行われる。

## 主な学術雑誌・組織
歴史地理学を専門的に扱う学術雑誌には以下が存在する。
- Journal of Historical Geography（英語版）（JHG）（ アメリカ合衆国、Elsevier、季刊）
  - 歴史地理学分野の代表的な国際紙。
- Historical Geography（ アメリカ合衆国、University of Nebraska Press（英語版）、年刊）
  - アメリカ地理学会の歴史地理学専門部会の公式雑誌。
- 『歴史地理学』（ 日本、歴史地理学会、季刊）
  - 歴史地理学会は歴史地理学を専門とする日本で最も大きな学会。
- 『歴史地理学野外研究』（ 日本、筑波大学人文社会科学研究科歴史・人類学専攻歴史地理学研究室、隔年刊）
  - 主に筑波大学歴史地理学研究室の関係者による論文を掲載。

上記の雑誌だけでなく、『地理学評論』や『人文地理』など地理学全般を扱う雑誌にも歴史地理学の研究が掲載される。
また、学会の下部組織として、日本地理学会には近代日本の地域形成研究グループが、人文地理学会には歴史地理研究部会が置かれている。

## 学史

### 近代地理学以前
19世紀にカール・リッターらによって近代地理学が形成される以前から、「歴史地理学」的な営為は存在した。例としては、聖書や記紀といった古い文献に登場する場所の比定や、過去の国家領域・景観などを復原した歴史地図の作成などが挙げられる。ヘロドトスの『歴史』や日本古代の『風土記』に見られるように、歴史的知識と地理的知識は一体のものとして扱われることが多かった。
哲学者であり地理学者でもあったイマヌエル・カントは、人間が先験的に持つ観念として時間と空間を挙げた。カントは「各時代の出来事の本来の歴史は、とりもなおさず連続する地理にほかならない。それゆえに、ある事象がどこで起こったのか、それによってどのような性質をもつことになったのかということについて何も知らないとすれば、それはきわめて不完全な歴史である」と、歴史における地理の重要性に言及している。現在見られる歴史学と地理学との区別は、世界を時間に基づいて記述するのが歴史学であり、空間に基づいて記述するのが地理学であるというカントの見解に端を発する。

### 欧米における展開

#### ドイツ
今日の歴史地理学の源流は19世紀のドイツに始まる。近代の地理学においては、フェルディナント・フォン・リヒトホーフェンやアルフレート・ヘットナーらによって体系化された「地誌学（Chorologie）」の枠組みが、長らく影響力を持っていた。ヘットナーは、「クロスセクション（cross-section in past）」という言葉で、地理学における歴史地理学の位置づけを説明した。これは、一般の地理学が現代を対象とするのに対し、歴史地理学は過去のある時点における地理を研究するものとする考え方である。「過去における地理」とでも呼べるこの思想は広く受け入れられたが、一方で過去を固定的なものと見ているという批判もあった。以降の歴史地理学は「クロスセクション」の継承と批判によって展開していった。
19世紀末から20世紀初頭にかけて、ドイツでは村落形態に関する研究が進められた。農業史家のアウグスト・マイツェンは、塊村、散村、円村といった村落の形態を民族の違いから説明した。それを受け、地理学者であるオットー・シュリューターはドイツの村落について実証的研究を行い、マイツェンの民族起源説が不正確なことを示した。当時のドイツ地理学では、人間と自然の関係を広く捉えるべきとする考えが主流となっていたが、シュリューターは研究対象を景観に限定し、「文化景観の形態学（Morphologie der Kulturlandschaft）」としての地理学を提唱した。
その後、シュリューターはドイツを中心とした中世・近世ヨーロッパの古景観について研究し、景観変遷を「自然景観」、「原景観」、「古景観」の3つの概念から説明した。シュリューターは景観を発生過程の面から分析し、時代が変わっても絶えずその場所に立ち現れる事象に注目した。時代に関わらず見出される事象、すなわち「時間の克服」にこそ、地理的な真理があると彼は考えた。シュリューターの景観研究は、「時の断面」を唱えたヘットナーよりは歴史の推移に関心を払っているが、一方で歴史を超えた普遍性を追究する点に特色がある。

#### イギリス
ドイツで始まった歴史地理学は、イギリスにおいて一つのディシプリンとして確立することになった。イギリスにおいて長く指導的な立場にあった歴史地理学者として、ヘンリー・クリフォード・ダービーが挙げられる。彼は、11世紀にウィリアム1世によって作成された土地台帳ドゥームズデイ・ブックから、中世イングランドの景観復原を行った。さらに、先史から近代にいたるイングランドの包括的な歴史地理書を取りまとめた。ダービーによれば、歴史地理学の研究は「過去の地理（past geographies）」、「景観変遷（changing landscapes）」、「現在の中の過去（past in the present）」、「地理的変化（geographical change）」の4つに分けられるという。また、方法論としては「連続断面法（successive cross-section）」を唱え、いくつかの年代における復原図と、その間をつなぐ説明によって地域の変化の全体像を描こうとした。
ダービーに続いて歴史地理学の方法論を主導したのは、アラン・ベイカーである。ダービーの下で学んだベイカーは、既存の歴史地理学を批判し、他分野の知見、計量的手法、行動論的視点など、新たな方向性を提示した。ダービーやベイカーらの活躍によって、歴史地理学はイギリスの地理学において大きな位置を占めるようになるとともに、世界の歴史地理学を主導するようにもなった。

#### アメリカ
アメリカでは、歴史地理学は文化地理学と不可分なかたちで展開した。文化地理学の創始者とされるカール・O・サウアーは、農業の伝播や植生の変化を対象とし、主に歴史的観点から研究を行った。サウアーはアメリカ地理学協会年次大会での「歴史地理学への序説」と題した会長就任演説において、従来の地理学が歴史を軽視してきたことを批判した。サウアーは景観を「自然景観」から「文化景観」へ変化するものとして捉え、人類が新しい技術や生活様式を獲得したり、自然景観を改変していく過程を「時間の継起（sequence in time）」において捉えるべきと主張した。それまでのアメリカ地理学ではエレン・センプルらによる環境決定論が主流だったが、サウアーとその門下生を中心とした「バークレー学派」は、環境に対する人間の積極的な働きかけを重視し、とりわけ農村地域における物質的な景観要素の分布や伝播の研究を行った。

#### フランス
ポール・ヴィダル・ドゥ・ラ・ブラーシュに始まるフランス地理学は、伝統的に歴史を重視する地誌学の影響が強く、「極言すれば、あの栄光に満ちみちたフランスの地理学のすべてが、歴史地理学であったとも考えられるし、あるいはまた逆に、フランスにおいては純粋の歴史地理学などは存在せず、単なる補助的な科学として地理学や歴史学に内包されてきたとも考えられる」と言われる状況にあった。アナール学派の祖として知られる歴史学者リュシアン・フェーヴルは、『大地と人類の進化 ー歴史への地理学的序論ー』と題した著作において地理学の研究史を紹介し、師でもあるブラーシュを高く評価したが、このことはフランスにおける地理学と歴史学の距離の近さを物語る。ブラーシュの影響を受けた地理学者には、La Géographie de l’histoire（『歴史の地理学』）と題した著作を持つカミーユ・ヴァローや、ロワール川流域の地誌や近代フランスのブドウ園の歴史を記したロジェ・ディオンなどがいる。

#### 国際的な動き
1975年には、イギリスとアメリカの地理学者を中心として、Journal of Historical Geography（JHG）が創刊された。この年には国際歴史地理学会議（ICHG）も始まり、第一回はカナダのキングストンで開かれた。

### 日本における展開

#### 日本歴史地理研究会
川合一郎は「日本歴史地理研究会系」と「京都帝国大学系」の2つの系譜から近代の歴史地理学史を記述している。1899年、日本歴史地理研究会が設立された。その中心となったのが、帝国大学文科大学国史科（現東京大学文学部）でともに坪井九馬三に学んだ喜田貞吉や原秀四郎である。会の設立趣意書には、①史学の補助学としての「歴史地理」を進めること、②実地調査を重視していること、③地方研究者との連携を望んでいることなどが挙げられた。また、喜田は、自然地理においては1879年に東京地学協会が設立される一方で、人文地理を推進する組織が無いことを嘆いており、その振興も会の目的の一つとして考えていた。こうして設立された日本歴史地理研究会は、1907年には日本歴史地理学会（現在の歴史地理学会とは別）と改称し、機関紙『歴史地理』を通してプロ・アマチュア問わず多数の論考を世に出した。
この系譜において注目されるのが、吉田東伍の事績である。吉田は小学校教員、読売新聞記者などの経歴を経たのちに地誌の編纂を志し、1895年に『大日本地名辞書』を起稿した。吉田は13年にわたって独力で編纂作業を行い、全11冊におよぶ大地誌を作り上げた。また、原秀四郎は、日本で初めて歴史地理学で博士学位を取得し、歴史地名の研究や、『日本国史地図 附日本国史地理』を始めとする歴史地図の作製などを行った。
日本歴史地理研究会（学会）においては、東京帝国大学の関係者のみならず地誌研究者や郷土史家も活動に参画し、大正期以降の郷土史・地方史研究の発展に寄与することとなった。会は明治から昭和にかけて活動し、戦時中は休刊したものの、1977年に『歴史地理』が事実上廃刊となるまで続いた。日本歴史地理研究会（学会）は、設立の趣旨においては地理学を重視していたものの、実際に『歴史地理』に掲載される論文は歴史的な手法によるものが多く、その後の歴史地理学の主流とはならなかった。

#### 京都大学（京都帝国大学）
明治中期に在野の郷土史研究と結び付いて発展した日本歴史地理研究会系に対し、その後のアカデミズムの中心となったのは京都帝国大学系の歴史地理学だった。この系譜の源流を作ったのは小川琢治である。小川は東京帝国大学理科大学地質学科を卒業したのち、1908年に京都帝国大学史学科（現：京都大学文学部）に地理学教室を開いた。これは第一高等学校時代に小川の同級生であった内田銀蔵の考えによるとされる。これは日本において初めて設置された地理学教室であった。
小川は大学時代の専攻であった地質学のほか、畿内垣内集落や孤立荘宅（散村）の研究を進めた。小川は砺波平野の散村に着目し歴史学者の牧野信之助の間でその成立過程をめぐる論争を交わした。小川は砺波の散村の起源を、東大寺荘園開発の時代にまで遡ると考えたが、牧野は加賀藩の新田開発政策によって開発されたものと見た。現在では、近世以降の開拓によるものとの見解が一般的となっている。
また、初代助教授であった石橋五郎は、「唐宋時代の支那沿海貿易並貿易港に就て」と題する卒業論文を提出して東京帝国大学史学科を卒業していた。石橋はその後も『歴史地理』に歴史地理的研究を発表していたが、明治40年代以降は過去よりも現在に重点を置いた研究を進めた。
京都帝国大学地理学教室における初期の研究は、集落形態起源論をはじめとする景観復原的研究が中心となった。特に、小牧実繁がドイツ地理学の影響を受けて1933年に提唱した「時の断面」説は、その後の日本の歴史地理学の方向性を決定づけることとなった。小牧はその後地政学に傾倒したが、門下の米倉二郎や藤岡謙二郎などが「時の断面」説を継承した。米倉は小川や小牧の影響を受けつつ研究を進め、綿密な文献的考証と実地踏査によって条里制研究の画期を成した。藤岡は「時の断面」説を発展させて「景観変遷史法」を提唱した。これは、研究対象をより「厚みのある」時間断面に定めることで、豊富な情報を記述に取り込もうとする方法である。藤岡は歴史地理学に関する総説や一般書を多く執筆・編纂したほか、1966年には研究者以外も対象とした野外歴史地理学研究会を創設し、歴史地理学の普及に務めた。
近年においては、金田章裕が「景観史」の立場を唱えている。これは、景観を構成する個々の景観要素が時代ごとにどのような状況にあったのかを考察し、その機能や役割、時代的文脈、他の景観要素との関連を見ることで、景観全体が意味するところを探る見かたである。

#### 筑波大学（東京文理科大学・東京教育大学）
筑波大学（旧東京文理科大学・東京教育大学）の歴史地理学は、内田寛一とその門下生である喜多村俊夫や浅香幸雄、菊地利夫らによって主導されてきた。内田寛一は京都帝国大学において小川琢治や石橋五郎に学び、文部省での職務を経たのちに近世農村研究を開始した。内田は徹底した史料実証主義に基づき、熱海初島や武蔵野新田の研究を行った。その後、彼は1933年に東京文理科大学に着任し、1946年まで教授を務めた。京都大学（京都帝国大学）では先史や古代が主な研究対象とされたのに対し、内田らは近世を中心に研究を展開した。1958年には、菊地らが中心となって「日本歴史地理学研究会（現歴史地理学会）」が設立され、浅香幸雄が初代会長となった。また、菊地は歴史地理学の方法論についても著作を残した。
1978年に東京教育大学が筑波に移転したのち、1981年に『歴史地理学調査報告』が創刊された。これは筑波大学人文社会科学研究科の授業として行われる歴史地理学実習（巡検）の調査成果をまとめたものである。実習では那須野原、秩父、銚子、三浦半島など関東縁辺の地域を対象とした野外調査が行われ、その成果は書籍としても刊行されている。2009年からは『歴史地理学野外研究』に改称され、隔年での刊行が続けられている。

#### 立命館大学
立命館大学文学部地理学科を卒業した安田喜憲は、1980年代に日本で初めて環境考古学を提唱した。環境考古学は考古学からも研究が行われる学際的な分野であるが、宮本真二によれば、環境考古学は「立命館大学や京都大学の地理学関係者を中心とした歴史地理学から蓄積されてきた景観変遷史の発展型として位置づけるのが適当」とされる。立命館大学においては、日下雅義とその指導学生によって平野部を中心とした地形環境研究が行われてきた。これは「先史地理学」を提唱した小牧実繁や、歴史地理学の一分野として考古地理学を確立した小野忠煕、のちに立命館大学の総長にも就任した谷岡武雄らの「景観変遷史」研究の影響を受けている。安田以降には、高橋学が環境考古学の立場から災害や環太平洋地域について研究を進めている。高橋学の博士論文は「平野の環境考古学」という題であるが、提出にあたっては教員から題名に「歴史地理学」と入れるようにとの強いコメントがあったという。このように、環境考古学は系譜的に歴史地理学とつながりを持つが、その関係は不和も見受けられる。これは、気候と文明の関係を大胆に論じるような安田の議論が、環境決定論的だとして他の地理学者から批判されてきたことも関係している。こうした環境考古学的研究のほか、立命館大学には歴史都市防災研究センターが設置され、災害に関する歴史地理学的研究が行われている。